# Belgentier
Belgentier là một xã thuộc tỉnh Var trong vùng Provence-Alpes-Côte d’Azur, Pháp. Xã này có diện tích 13,38 km², dân số năm 2006 là 2180 người. Xã này nằm ở khu vực có độ cao trung bình 159 mét trên mực nước biển.
Danh xưng dân địa phương trong tiếng Pháp là Belgentiérois(es).
==Tham khảo==